# Saint-Luc, Eure
Saint-Luc là một xã của tỉnh Eure, thuộc vùng Normandie, miền bắc nước Pháp.